# Lumpy
Lumpy, de son vrai nom Heffridge Trompette Basson IV, est le héros de Winnie l'ourson et l'Éfélant. Il habite dans la région des éfélants, derrière une barrière, avec sa mère. Il aime beaucoup manger le miel de Winnie et jouer avec les légumes de Coco Lapin. Il est devenu presque un frère pour Petit Gourou avec lequel il adore jouer. C'est le plus récent des personnages de Winnie l'ourson.  Il fait un retour à l'écran dans Winnie l'ourson : Lumpy fête Halloween puis Mes amis Tigrou et Winnie.

## Caractère
Très peu obéissant, Lumpy passe son temps à jouer : à poursuivre les nuages, à chantonner... Il adore le miel et se baigner. Il a environ l'âge de Petit Gourou et pousse à la fin du film Winnie l'ourson et l'Éfélant un barrissement d'éléphant que jusqu'alors il n'avait jamais poussé. C'est un personnage très attachant.

## Caractéristiques
Lumpy a une queue en pompon, ce qui le différencie de ses cousins, les éléphants. De plus, il sait chanter.